# Torneo Godó 2003
Torneo Godó 2003 — тенісний турнір, що проходив на ґрунтових кортах у місті Барселона, Іспанія з 21 квітня . Належав до категорії ATP International Series Gold, був турніром серії Відкритий чемпіонат Барселони з тенісу 2003 року.

## Фінальна частина

### Одиночний розряд
Карлос Мойя —  Марат Сафін 5–7, 6–2, 6–2, 3–0 ret.

### Парний розряд
Боб Браян /  Майк Браян —  Кріс Гаггард /  Роббі Куніґ 6–4, 6–3